# Psary (gmina w województwie częstochowskim)

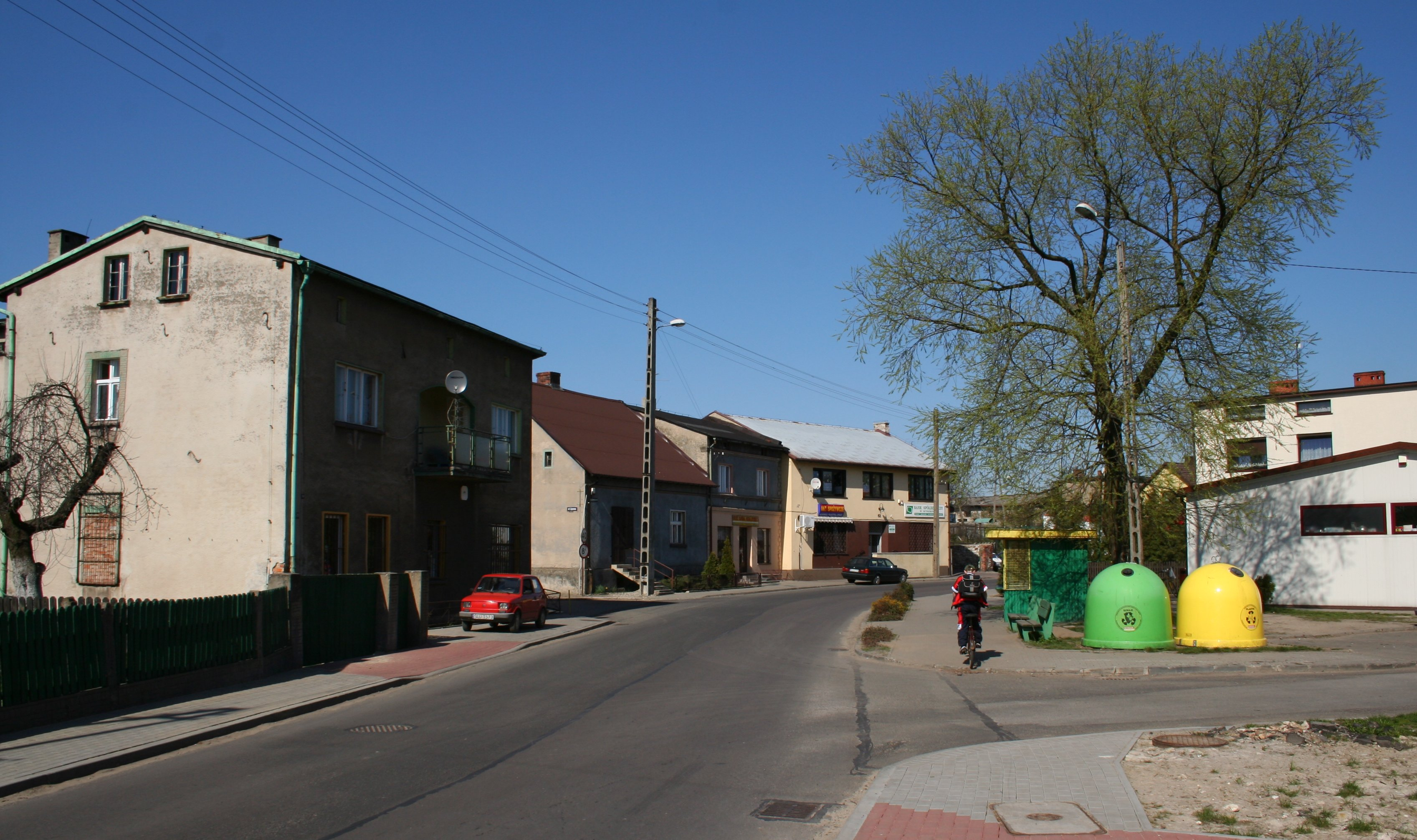
Centrum Psar

Psary (do 1954 Lubsza, od 1976 Woźniki) – dawna gmina wiejska istniejąca w latach 1973–1976 w woj. katowickim i woj. częstochowskim (dzisiejsze woj. śląskie). Nazwa gminy pochodzi od wsi Psary, lecz siedzibą władz gminy była Lubsza.
Gmina Psary została utworzona 1 stycznia 1973 w powiecie lublinieckim w woj. katowickim. 1 czerwca 1975 gmina weszła w skład nowo utworzonego woj. częstochowskiego.
15 stycznia 1976 roku siedzibę gminy przeniesiono z Lubszy do miasta Woźniki, a nazwę gminy zmieniono na gmina Woźniki.